# Plataoniscus borelli
Plataoniscus borelli là một loài chân đều trong họ Balloniscidae. Loài này được Dollfus miêu tả khoa học năm 1897.